# Фонтан (геральдика)
Фонтан - в термінології геральдики круг, що зображений у вигляді круга з срібно-блакитними смугами, тобто що містить послідовність горизонтальних хвилястих смуг срібного (або білого) та синього кольору. Традиційно існує шість смуг: по три кожного кольору.
Оскільки фонтан складається однаково з частин металу та фарби, його використання не обмежується правилом тінктури. Фонтан може бути виготовлений у будь-яких геральдичних кольорах, але якщо не вказано інше, це срібний/білий та синій кольори.
Якщо герб герба містить слово фонтан, це повинен бути зображений не природній фонтан, що фонтанує водою, а такий круг.
Сайке, альтернативна назва фонтану, є північноанглійським діалектним словом "криниця" і є на рукоятках сімейства Сайкс.

## Приклади

Герб колишнього міста Анжаланкоскі, Фінляндія
На промовистому гербі Фонтене-ле-Флері, Франція, видно фонтан у золото-червоному кольорі та лілія
Промовистий герб Іль-Фонтани, Мальта
Герб графства Лейтрім, Ірландія, з трьома фонтанами